# Kevin Kiley (politico)
Kevin Kiley (Sacramento, 30 gennaio 1985) è un politico statunitense, membro della Camera dei Rappresentanti per lo stato della California dal 2023.

## Biografia

### Formazione e vita privata
Figlio di un medico e di un'insegnante, Kiley frequentò le scuole pubbliche, dove fu valedictorian. Si laureò in studi sociali presso l'Università Harvard con una tesi intitolata "Il movimento per i diritti civili e il riemergere della democrazia classica", lavorando poi come insegnante con Teach For America mentre proseguiva i propri studi presso la Loyola Marymount University.
In seguito, Kiley si iscrisse alla Yale Law School e lavorò alla Federal Reserve Bank di New York. In seguito alla laurea, fu docente a contratto presso la scuola di legge della University of the Pacific e viceprocuratore generale.

### Carriera politica

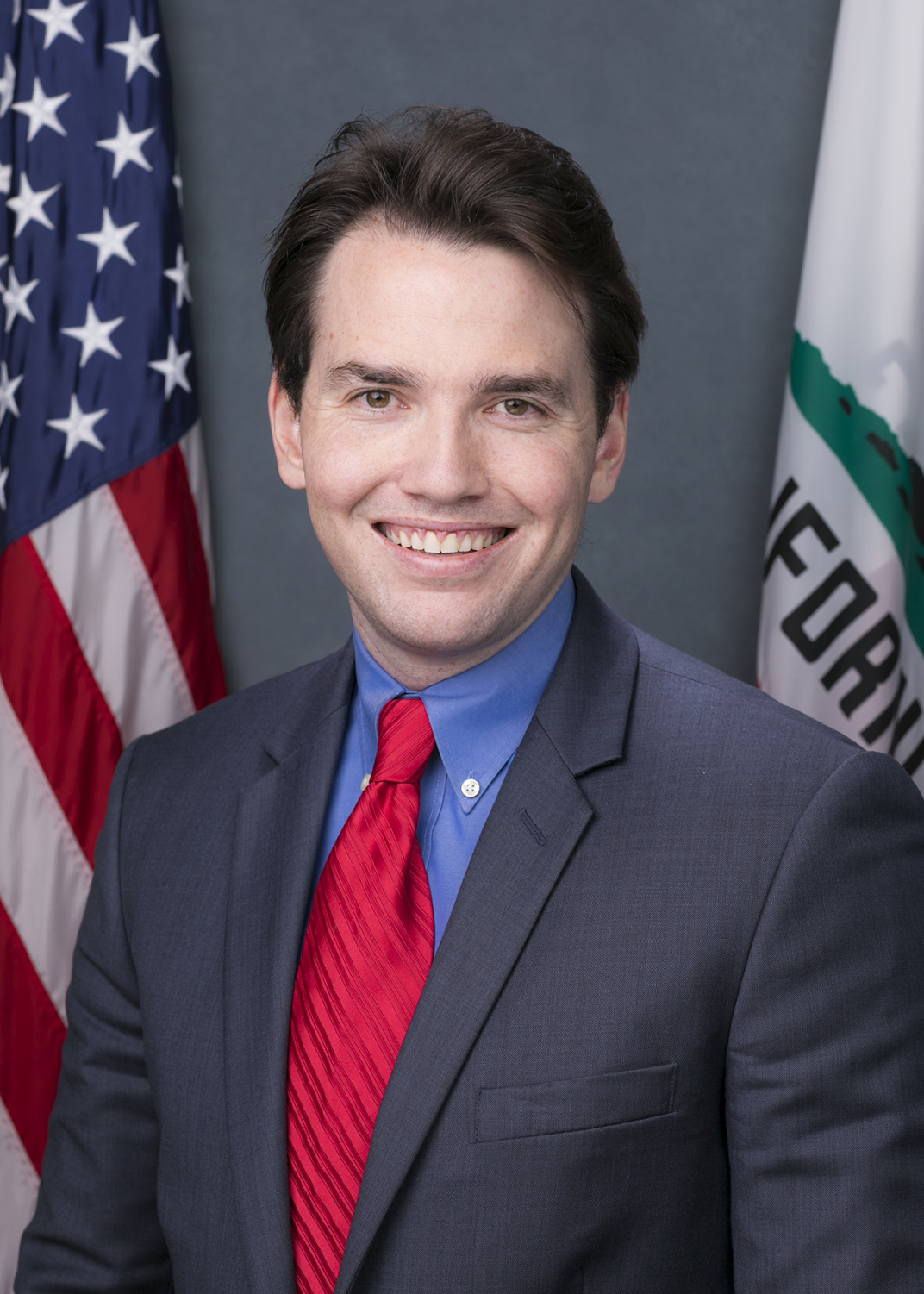
Ritratto ufficiale di Kevin Kiley all'Assemblea dello Stato della California

Membro del Partito Repubblicano, nel 2016 fu eletto all'interno dell'Assemblea dello Stato della California. In quell'anno, dichiarò a The Sacramento Bee di sostenere la candidatura di John Kasich alle presidenziali del 2016.
Poco dopo aver vinto un secondo mandato all'Assemblea, si candidò infruttuosamente al Senato della California, perdendo al ballottaggio contro Brian Dahle.
L'Associated Press definì Kiley "un conservatore che spesso flirta con gli estremisti del partito". Kiley affermò di credere al cambiamento climatico, ma si oppose agli ordini esecutivi del governatore Gavin Newsom che obbligavano tutti i nuovi veicoli in California a garantire emissioni zero entro il 2035 e che vietavano le trivellazioni petrolifere entro il 2045. Si espresse inoltre a favore delle charter school. Introdusse un disegno di legge per vietare ai governi locali e statali di attuare l'obbligo vaccinale. Dopo la vittoria di Joe Biden alle presidenziali del 2020 e le speculazioni di Donald Trump rispetto al fatto che le elezioni fossero state truccate, Kiley si rifiutò di dichiarare se secondo lui Biden avesse vinto legittimamente. Affermò che la sua posizione fosse quella di "stare del tutto fuori dalla politica nazionale" e che "la politica nazionale è una distrazione che viene usata liberamente da coloro che sono al potere a Sacramento [come] una sorta di cortina fumogena per i propri fallimenti".
Pur avendo votato a favore dello stanziamento di un miliardo di dollari di spese di emergenza per la pandemia da COVID-19 voluto dal governatore Newsom nel marzo 2020, Kiley in seguito affermò che Newsom si fosse "beffato di quella fiducia" e, insieme al collega legislatore James Gallagher, avviò un ricorso per far togliere a Newsom i poteri di emergenza. Kiley perse la causa in appello, ma pubblicò un libro nel mese di gennaio 2021 intitolato "Recall Gavin Newsom: The Case Against America's Most Corrupt Governor'"'.
Il 6 luglio 2021, Kiley annunciò la propria candidatura alla carica di governatore della California nelle recall election di quell'anno. Secondo il New York Times, era uno dei "candidati repubblicani più moderati", mentre il Los Angeles Times definì lui e John Cox i "conservatori più tradizionali" in quelle elezioni; il tentativo di rimuovere Newsom dall'incarico non ebbe tuttavia successo.
Kevin Kiley si oppose inoltre alla procedura secondo cui il governatore ha il potere di nominare un rimpiazzo provvisorio in caso di vacanza di un seggio al Senato: sostenne che il nuovo senatore dovesse essere sempre eletto dai cittadini e non nominato dal governatore.
Nel 2022, si candidò alla Camera dei Rappresentanti per un distretto congressuale riconfigurato. Al primo turno si piazzò come primo classificato e, nelle elezioni generali, sconfisse il democratico Kermit Jones con un margine di circa sette punti percentuali, divenendo deputato.